# Yagul
Yagul è un sito archeologico associato alla civiltà zapoteca situato nello stato messicano di Oaxaca. Il sito è stato eletto a monumento naturale il 13 ottobre 1998. Il sito è conosciuto anche con il nome di Pueblo Viejo, ed era abitato nel periodo in cui arrivarono gli spagnoli. Dopo la conquista, la popolazione venne spostata alla città di Tlacolula dove i loro discendenti vivono tutt'oggi.
Yagul venne occupata per la prima volta attorno al 100 a.C. Nel 500-700 d.C. furono costruiti molti monumenti cerimoniali. La maggior parte dei resti visibili risalgono dal 1250 al 1521.
Il sito venne esplorato negli anni 50 e 60 dagli archeologi Ignacio Bernal e John Paddock.
Resti che testimoniano la presenza di esseri umani nella zona sono principalmente pitture rupestri, che risalgono al 3000 a.C. Dopo l'abbandono di Monte Albán avvenuto nell'800 d.C., gli abitanti della regione costruirono centri come Lambityeco, Mitla e Yagul.

## Etimologia
Yagul è un termine di origine zapoteca, formato dalla combinazione delle parole ya (albero) e gul (vecchio), quindi il significato è "albero vecchio".

## Descrizione del sito
Yagul è uno dei siti della valle di Oaxaca ad essere studiato maggiormente. Il sito è diviso in tree aree principali; la fortezza, il centro cerimoniale, e la zona residenziale. Le costruzioni in pietra sono basate su ciottoli di fiume e roccia vulcanica. Sono state trovate circa 30 tombe, alcune di esse portano iscrizioni con simboli.
Il centro cerimoniale è stato studiato nel 1974 da Bernal e Gamio. Comprende la maggior parte di ciò che è stato portato alla luce. Nel centro vi sono molti patii e architetture, e si trova anche un complesso residenziale per élite e un campo da gioco. 
Il sito è gestito dall'Instituto Nacional de Antropología e Historia ed è aperto per le visite del pubblico.